# Гребенёво (Тверская область)
Гребенёво — деревня в Фировском районе Тверской области. Относится к Фировскому сельскому поселению. Расположена на берегу озера Граничное, в 16 километрах (по прямой) к западу от районного центра Фирово.
Население по переписи 2002 года — 15 человек, 7 мужчин, 8 женщин. В это время деревня относилась к Ходуновскому сельскому округу.
По данным на 1909 год деревня Гребенёво относилась к Жабенской волости Валдайского уезда Новгородской губернии и имела 119 жителей в 42 дворах.
По некоторым сведениям первое упоминание о деревне Гребенёво в летописях датируется 1456 годом.

## Достопримечательности
- Волок и канал-копанка начала XVIII века на главном Европейском Водоразделе
- Кирпичные жилые дома XIX в.